# 中国人民解放军陆军合成第七十旅
合成第七十旅（英語：70th Combined Arms Brigade），又称“燕山雄师”，是中国人民解放军陆军第八十一集团军下辖的一个轻型合成旅，驻地河北省承德市。

## 历史概述
该旅前身为1939年5月以新四军第四支队第八团、挺进团等部组建的新四军第五支队，分别整编为七十四师、摩步七十师、摩步七十旅。
2017年，摩步七十旅吸收部分装甲第一师所部，组建轻型合成第七十旅，为现有编制。

## 沿革
参考资料：
| 部隊番號                 | 使用時期              |
| ------------------------ | --------------------- |
| 新四军第五支队           | 1939年5月-1941年2月   |
| 新四军第五旅             | 1941年2月-1946年11月  |
| 山东野战军第五旅         | 1946年11月-1947年2月  |
| 华东野战军第二十师       | 1947年2月-1949年2月   |
| 中国人民解放军第七十四师 | 1949年2月-1960年1月   |
| 陆军第七十四师           | 1960年1月-1969年10月  |
| 陆军第七十師             | 1969年10月-1985年10月 |
| 摩托化步兵第七十师       | 1985年10月-2003年11月 |
| 摩托化步兵第七十旅       | 2003年11月-2017年4月  |
| 合成第七十旅             | 2017年4月至今         |

## 荣誉
- 徐国栋班：前七十四师二二二团七连七班
- 红军团、老八团：前七十师二〇八团